# El Paisnal
El Paisnal ist eine Stadt und ein Municipio in El Salvador in Mittelamerika im Distrikt von Tonacatepeque des Departamentos San Salvador und hat 14.551 Einwohner (2007) auf 125,5 km².
Das Municipio liegt 40 Kilometer nördlich der Landeshauptstadt San Salvador. Es grenzt im Norden an Nueva Concepción (Departamento Chalatenango), im Osten an Suchitoto (Departamento Cuscatlán) und Aguilares, im Süden an Aguilares und Quezaltepeque (Departamento La Libertad) und im Westen an San Pablo Tacachico.